# Harlan Thompson
Pour les articles homonymes, voir Thompson.
Harlan Thompson est un scénariste et un producteur américain né le 24 septembre 1890 à Hannibal (Missouri) et mort le 29 octobre 1966 à New York (État de New York).

## Biographie
Harlan Thompson fait des études de chimie à l'Université du Kansas, puis après avoir écrit pour des journaux locaux (The Kansas City Star et Kansas City Post (en)), retourne à l'université étudier le journalisme,.
Plus tard, il écrit des pièces ou des livrets de comédie musicale pour Broadway, puis à partir de la fin des années 1920 des scénarios pour le cinéma,.

## Théâtre
- 1923 : Little Jessie James : livret
- 1924 : My Girl : livret
- 1925 : Merry, Merry : mise en scène et livret
- 1926 : Twinkle, Twinkle : livret
- 1932 : Blessed Event : production et mise en scène

## Filmographie

### comme réalisateur
- 1933 : The Past of Mary Holmes
- 1934 : Kiss and Make-Up

### comme scénariste
- 1928 : Peggy et sa vertu (Take Me Home) de Marshall Neilan (histoire originale)
- 1928 : Hot News de Clarence G. Badger (histoire originale)
- 1929 : Mariés à Hollywood de Marcel Silver (scénario)
- 1929 : The Ghost Talks de Lewis Seiler (dialogue)
- 1930 : Are You There? de Hamilton MacFadden (histoire originale et dialogue)
- 1930 : Le Beau Contrebandier (Women Everywhere), de Alexander Korda (scénario et dialogue)
- 1930 : The Big Party de John G. Blystone (histoire originale, scénario et dialogue)
- 1931 : Annabelle's Affairs de Alfred L. Werker (contribution au scénario)
- 1931 : Girls Demand Excitement de Seymour Felix (scénario)
- 1932 : Le Président fantôme (The Phantom President) de Norman Taurog (scénario)
- 1933 : He Learned About Women de Lloyd Corrigan (scénario)
- 1934 : La Grande-Duchesse et le Garçon d'étage (Here Is My Heart) de Frank Tuttle (scénario)
- 1934 : Kiss and Make-Up (scénario)
- 1935 : Ship Cafe de Robert Florey (scénario)
- 1935 : It's a Great Life de Edward F. Cline (scénario)
- 1935 : L'Extravagant Mr Ruggles de Leo McCarey (scénario)
- 1936 : Rose of the Rancho de Marion Gering (adaptation)
- 1955 : How to Be Very, Very Popular de Nunnally Johnson (auteur de la pièce)

### comme producteur
- 1936 : L'Appel de la folie (College Holiday) de Frank Tuttle
- 1936 : Wives Never Know d'Elliott Nugent
- 1941 : Bad Men of Missouri de Ray Enright (producteur associé)
- 1941 : Kisses for Breakfast de Lewis Seiler (producteur associé)
- 1941 : Singapore Woman de Jean Negulesco (producteur associé)
- 1941 : The Wagons Roll at Night de Ray Enright (producteur associé)
- 1940 : East of the River de Alfred E. Green (producteur associé)
- 1940 : En route pour Singapour de Victor Schertzinger (producteur)
- 1939 : Le Souffle de la vie de Frank Borzage (producteur)
- 1939 : The Magnificent Fraud de Robert Florey (producteur)
- 1939 : Paris Honeymoon de Frank Tuttle (producteur)
- 1938 : Romance in the Dark de H. C. Potter (producteur)
- 1938 : The Big Broadcast of 1938 de Mitchell Leisen (producteur)
- 1937 : Champagne valse de A. Edward Sutherland (producteur)
- 1936 : College Holiday de Frank Tuttle (producteur)
- 1936 : Wives Never Know de Elliott Nugent (producteur)
- 1936 : Vingt-cinq Ans de fiançailles (Early to Bed) de Norman Z. McLeod (producteur)